# 安托南·蓬塞广场

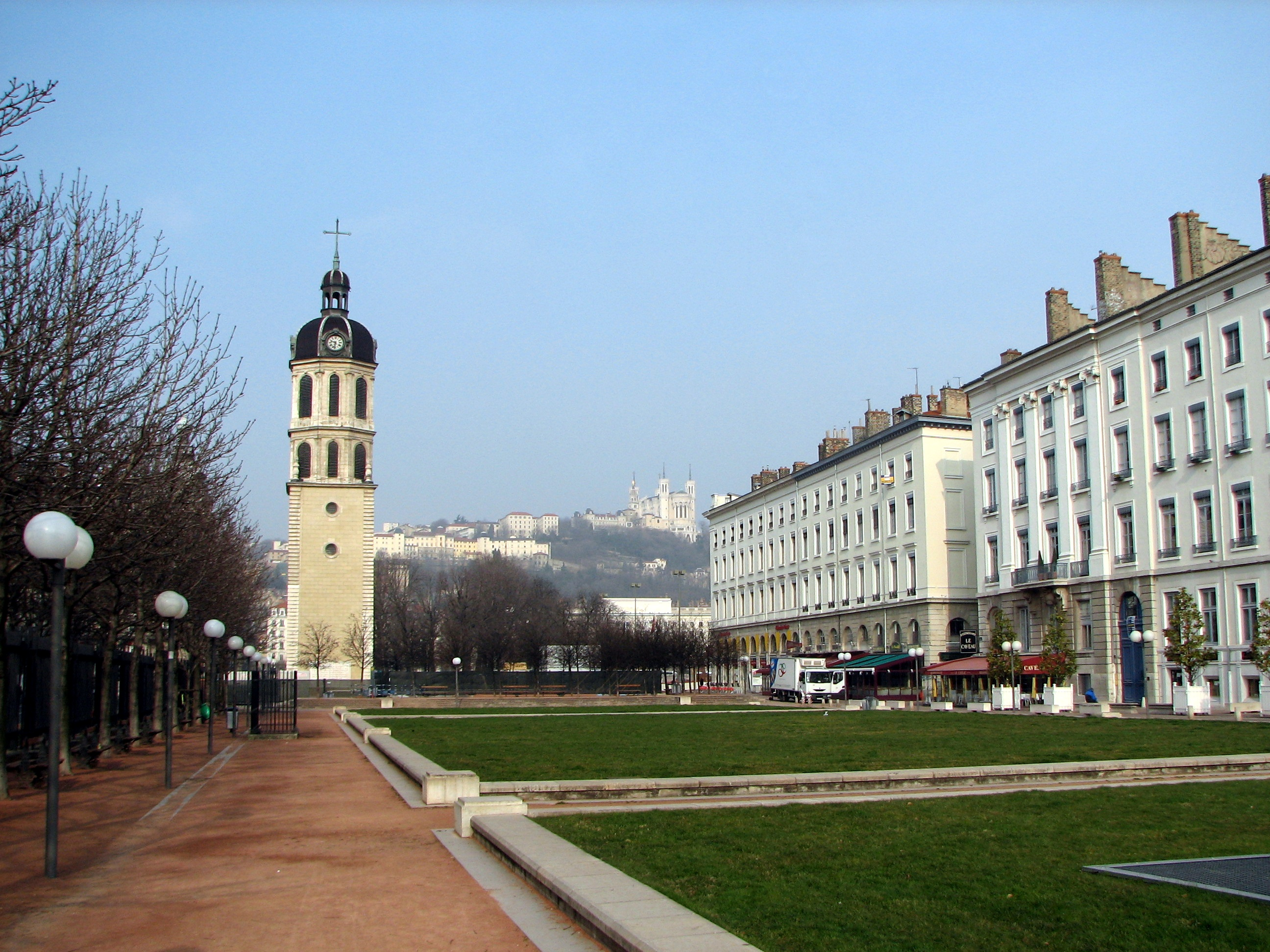
从罗讷河看安托南·蓬塞广场

安托南·蓬塞广场（法語：Place Antonin-Poncet，發音：[plas ɑ̃tɔnɛ̃ pɔ̃sɛ]）位于里昂第二区（半岛南部），介于白莱果广场与罗讷河之间，属于被联合国教科文组织列为世界遗产的区域。
这个广场是由园艺师米歇尔·布尔纳（Michel Bourne）于1990年设计。
广场为长方形，东西向。南侧的酒店建筑具有长长的水平线，取代原慈善医院，在建筑师米歇尔·鲁-施皮茨的监督下，建于1935-1938年，风格与广场北侧的18世纪古典风格的立面几乎相同。该建筑装饰有250平方米的壁画，题为“里昂的世界性影响，通过交易和波浪”。入口周围有浮雕。 北侧的建筑，有里昂风格的立面，底楼用于贸易。广场的西部在1980年抬升了50厘米，南北两侧种植椴树，是许多活动的举行地点，有草坪，喷泉和长凳。
植被主要有七叶树、枫和木兰花。
在广场尽头的河边，有一束巨大的鲜花，这是韩国郑华财创作的当代艺术作品，题为“花树”。

## 历史和古迹

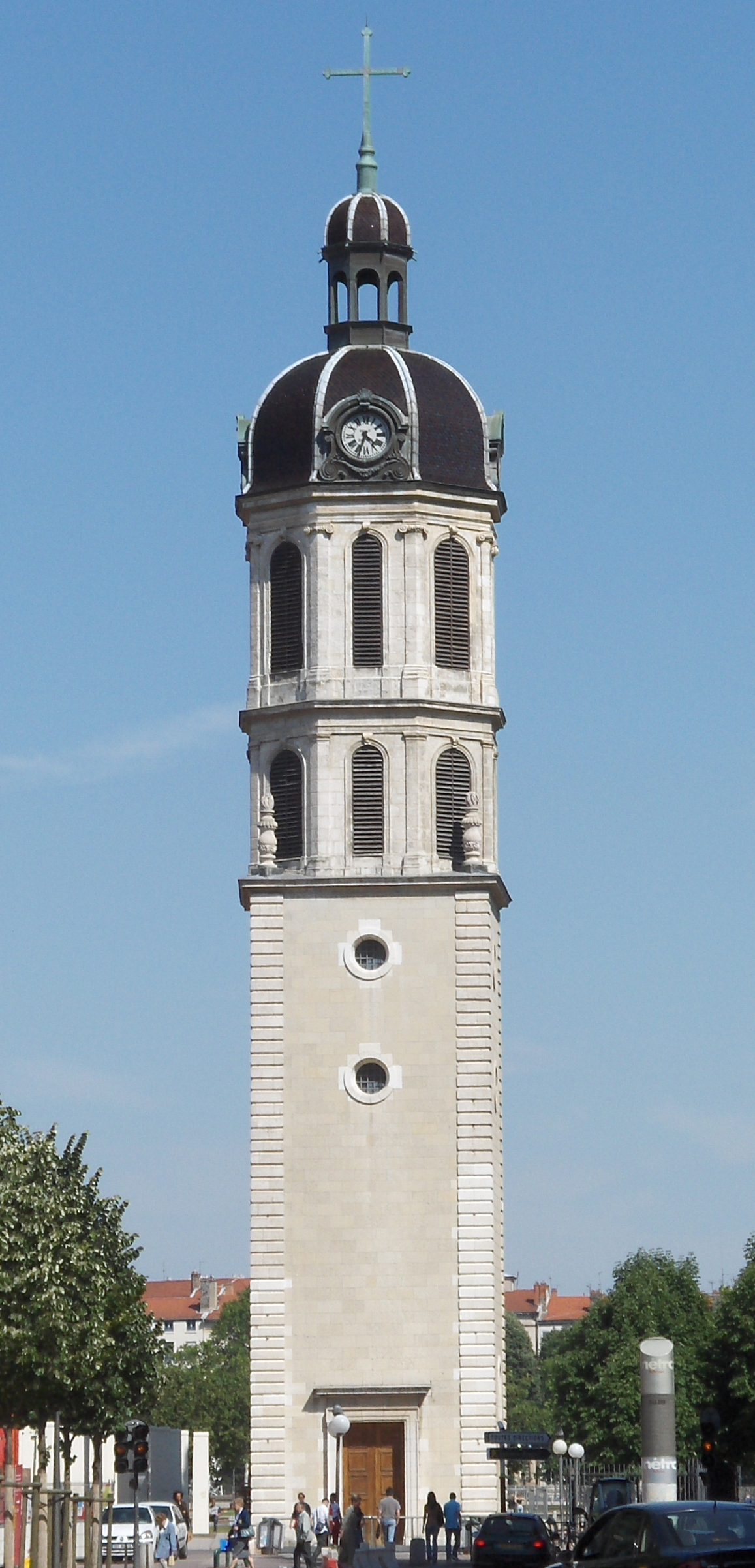
从白莱果广场看钟楼。这是原医院唯一留下的部分

1816年，广场上竖立凯旋门，那不勒斯和西西里公主卡洛琳在此倾听里昂市长的欢迎词。广场上的著名居民，有国王的专员皮埃尔-托马·朗博（Pierre-Thomas Rambaud，1792年）和宫廷顾问德维耶纳（Devienne，1834年）。
安托南·蓬塞广场上有原慈善医院钟楼。医院建于1622年，毁于1934年，为当时里昂第二大医院。钟楼建于1665-66年，是医院唯一保留下来的建筑。
安托南·蓬塞广场得名于医生安托南·蓬塞（1849-1913），不过他并不在慈善医院工作，而是在主宫医院。1913年12月29日，市议会审议之前，此广场名为慈善广场（Place de la Charité）。

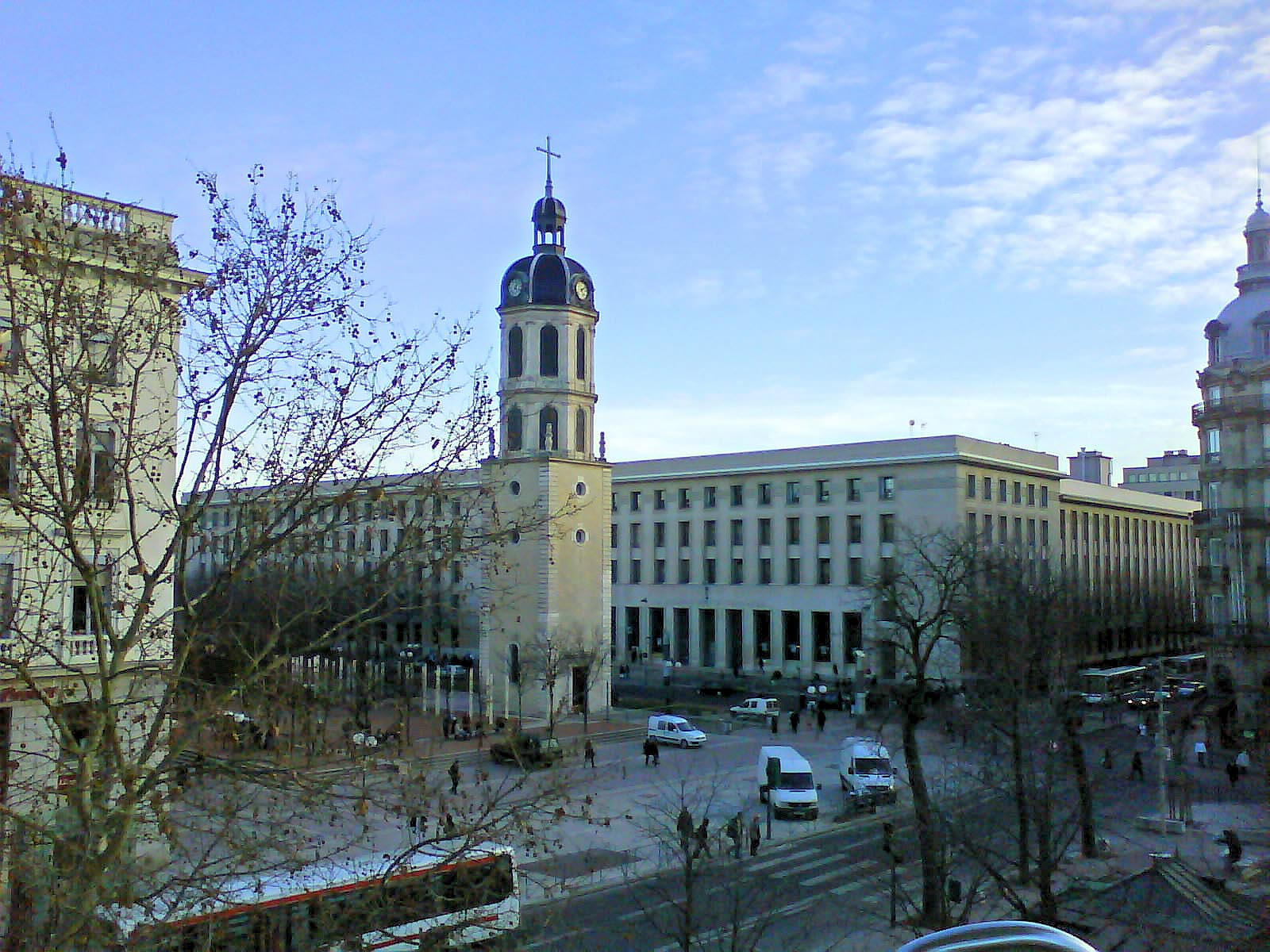
钟楼和亚美尼亚纪念碑

广场上，一个由两个高两米的钢板构成的纪念碑，纪念亚美尼亚种族大屠杀受害者，于2006年4月24日开幕。